# 대체 선수 대비 승리 기여도
WAR은 Wins Above Replacement의 약자로 대체 선수 대비 승리 기여도라고도 한다. 대체선수에 비해 얼마나 많은 승리에 기여했는가를 나타내는 수치이다. 예를 들어 2010년 이대호의 WAR은 8.76이었는데 이는 2010년 이대호가 대체선수에 비해 팀에 8.76승을 더 안겨주었다는 뜻이다.

## 특징
WAR은 한 선수가 기록한 전 종목의 성적을 바탕으로 계산되며, 물론 선수의 포지션에 따라, 그리고 해당 년도의 상황까지도 포함한다. 리그와 구장에 의한 요소마저도 보정한다. 그래서 포지션에 상관없이 선수 비교가 가능해져 WAR을 자주 사용한다.

## 연도별 최고 WAR
연도 이름 수치

82 박철순 18.068
 
83 장명부 19.843

84 최동원 16.059

85 김시진 14.257

86 선동열 20.407

87 선동열 13.136

88 선동열 16.547

89 선동열 13.345

90 선동열 13.806

91 선동열 12.835

92 염종석 9.800

93 선동열 12.999

94 이종범 13.477

95 선동열 11.407

96 이종범 10.877

97 이종범 11.086

98 임창용 9.566

99 임창용 10.025

00 데니 해리거 8.348

01 펠릭스 호세 8.543

02 이승엽 9.705

03 심정수 11.033

04 클리프 브룸바 9.062

05 오승환 7.531

06 류현진 8.903

07 다니엘 리오스 9.314

08 김현수 8.160

09 김현수 7.449

10 류현진 9.961

11 최형우 8.272

12 강정호 8.911

13 최정 7.999

14 서건창 7.92

15 에릭 테임즈 10.87

16 최형우 7.75

17 김재환 7.39

## KBO 역사상 최고 WAR
86년도 선동열이 기록한 WAR값인 20.407으로써 최초의 20점대 WAR값이며 현재까지 유일한 20점대 WAR이다.